# Zoom (DC Comics)
Hunter Zolomon, mais conhecido como Zoom, é um supervilão fictício de quadrinhos da DC Comics, sendo o arqui-inimigo de Wally West. O personagem foi criado por Geoff Johns e Scott Kolins, fazendo sua estreia na edição número três do Flash Secret Files.

## Origem
Hunter Zolomon estava trabalhando no dia em que o Gorila Grodd arquitetou uma fuga da prisão, onde acabou gravemente ferido. Depois do incidente, um lado insano da personalidade de Hunter despertou.
Hunter queria que Wally voltasse no tempo e impedisse o acontecimento. No entanto, Wally se recusou e, a partir desse momento, a amizade entre os dois desmoronou. Então, Hunter acabou usando a esteira cósmica para resolver sua situação sozinho, porém, uma explosão acabau lhe dando acesso a super-poderes, que o deixaram completamente louco.

## Segundo Flash Reverso
Embora ele seja o segundo Flash Reverso, Hunter Zolomon é realmente o terceiro Flash maligno a aparecer na série. Antes de ser Eobard Thawne, o mais famoso Flash Reverso assumiu o dever de tornar a vida de Barry Allen um inferno. O outro era Edward Clariss, também conhecido como o rival de Jay Garrick.

## Em outras mídias
- Na série The Flash, da The CW, Zoom é bastante diferente dos HQs. No programa, apesar de inicialmente ter mantido sua identidade em segredo, ele revelou mais tarde ter o mesmo alter-ego dos quadrinhos, além de ter fingido por boa parte do tempo ser Jay Garrick. O personagem é dublado por Tony Todd.[1]